# مقاطعة تيريل (تكساس)
مقاطعة تيريل (بالإنجليزية: Terrell  County)‏ هي إحدى المقاطعات في ولاية تكساس، الولايات المتحدة الأمريكية، يبلغ عدد سكانها 984 نسمة طبقا لإحصاء عام 2010 .

موقع المقاطعة في ولاية تكساس

## أعلام
- روبرت دينارد